# 仁多田まゆみ
仁多田 まゆみ（にただ まゆみ、1964年〈昭和39年〉11月19日 - ）は、西日本放送のアナウンサー。出生地広島県、大阪府出身。血液型はA型。

## 人物
日本大学芸術学部出身。（中井美穂は、大学の同級生）
卒業後、1987年に入社。映画好きで彼女が担当しているテレビ、ラジオ番組や日記の「まゆみのLOVEシアター」は、評価と書き方がユニークで人気がある。
入社2年目からはラジオ番組『DOKKIN!生生これでいこいこ!』のパーソナリティを務めていたが、きわどい発言もあったこの番組でのキャラクターと、同時に務めていた『RNC ニュースプラス1』での雰囲気とかなり違うとの評判になったことがある。この番組の中で、開き直って『いいじゃないですか一回ぐらい』とよく言っていたとのことである。その『DOKKIN - 』の企画で、『ニュースプラス1』を利用し、イヤリングを取り替えるなどして『CMの前と後でどこが違うか』ということをしていたこともあった。
1998年頃に『日曜お昼は3食パン』のテーマ曲『Sea of love～3つの海の物語～』を歌う企画ユニットとして、同じくこの番組に出演していた岡崎典子（日本海テレビアナウンサー）、石田佳世（高知放送アナウンサー）と3人で『NAMACO』（ナマコ）を組んでいた。

## 担当番組

### ラジオ
- 波のりラジオWeek End Fever パリパリタイプ
- RNCイヴニング415 - 水曜

### テレビ
- シネマのツボ
- RNCニューススポット
- JUSTNEWS

## 過去の担当番組

### テレビ
- RNC6:00
- シアワセ気分！

### ラジオ
- DOKKIN!生生これでいこいこ
- 平成DODONPAラジオ
- 土曜 Wa ラジカル
- 歌のない歌謡曲
- 気ままにラジオ 雨の日晴れの日曇りの日
- CHIT CHAT RADIO